# Die Unbeugsamen
Die Unbeugsamen ist ein deutscher Dokumentarfilm. Er lief ab dem 26. August 2021 37 Wochen in deutschen Kinos. Regisseur Torsten Körner porträtiert darin Frauen der Bonner Republik, die um Teilhabe an politischen Entscheidungsprozessen kämpften.

## Inhalt
Der Film erzählt von Frauen in der Bonner Republik, die um Teilhabe an politischen Entscheidungsprozessen kämpften. In Interviews sind Herta Däubler-Gmelin (SPD, * 1943), Renate Faerber-Husemann (Journalistin, * 1946), Elisabeth Haines (SPD, * 1936), Renate Hellwig (CDU, * 1940), Marie-Elisabeth Klee (CDU, 1922–2018), Ursula Männle (CSU, * 1944), Ingrid Matthäus-Maier (FDP/SPD, * 1945), Christa Nickels (Die Grünen, * 1952), Renate Schmidt (SPD, * 1943), Helga Schuchardt (FDP; * 1939), Rita Süssmuth (CDU, * 1937), Roswitha Verhülsdonk (CDU, * 1927), Carola von Braun (FDP, * 1942) und Sabine Gräfin von Nayhauß-Cormons (Journalistin, * 1942) zu sehen. Historische Aufnahmen zeigen politische Größen wie Aenne Brauksiepe (CDU), Hildegard Hamm-Brücher (FDP), Waltraud Schoppe und Petra Kelly (Die Grünen).

## Produktion und Veröffentlichung
Die Unbeugsamen ist eine Produktion von Broadview Pictures in Co-Produktion mit ZDF/3sat, gefördert mit Mitteln von Film- und Medienstiftung NRW, Beauftragte der Bundesregierung für Kultur und Medien und Deutscher Filmförderfonds. Leopold Hoesch war Produzent, Majestic Film übernahm den Verleih in Deutschland.
Bei der Premiere am 16. August 2021 im Berliner Delphi Filmpalast hielt Bundeskanzlerin Angela Merkel eine kurze Ansprache. In der Bild-Zeitung wurde ihr mit Blick auf den zu dieser Zeit stattfindenden Abzug der deutschen Truppen aus Afghanistan Taktlosigkeit vorgeworfen. Diana Zinkler von der WAZ entgegnete darauf: „[…] Nur wenn man Gleichberechtigung und Gerechtigkeit für unwichtig hält, verurteilt man diesen Kinobesuch.“
Als Fortsetzung kam 2024 Die Unbeugsamen 2 – Guten Morgen, Ihr Schönen! in die Kinos, in dem Torsten Körner Frauen aus den verschiedensten Bereichen der DDR-Gesellschaft porträtiert.

## Rezeption
In den ersten acht Wochen erreichten Die Unbeugsamen über 122.000 Besucher in den deutschen Kinos. Damit war der Film laut Blickpunkt:Film einer der erfolgreichsten Dokumentarfilme der letzten Jahre.
Vision Kino, die gemeinnützige Gesellschaft zur Förderung der Film- und Medienkompetenz von Kindern und Jugendlichen, empfiehlt den Film für die Nutzung in Schulen: „Eine bewegende und radikal aktuelle Chronik der Emanzipation“.

### Kritik
Cosima Lutz schreibt in der Welt: „Regisseur Torsten Körner dokumentiert in dem Kinofilm „Die Unbeugsamen“ mit Witz und Gelassenheit eine andere Geschichte deutscher Politik, als wir sie kennen. […] Ein so lustiger wie unaufgeregter, trotzdem fassungslos machender Film.“
Anna Steinbauer formuliert in Süddeutsche Zeitung, der Film zeige „[…] bewegende Momente feministischer Errungenschaften – inklusive der Kämpfe, Schwierigkeiten und Demütigungen, denen politisch aktive Frauen ausgesetzt waren.“
Margret Köhler schreibt in der Abendzeitung: „Ein unfassbares Dokument über Sexismus und Männerbünde gegen Frauen als Politikerinnen. […] Regisseur Torsten Körner will der einseitig männerzentrierten Geschichtsschreibung etwas entgegensetzen und erzählt in der sehr fein montierten Zeitreise in die Bonner Republik wie sich diese eigenwilligen, streitbaren und widerborstigen Pionierinnen mühsam, geduldig und unerschrocken durchsetzten und eine eigene Stimme fanden. […] Das schockierende, teilweise unveröffentlichte Archivmaterial zeigt, was los war im Hohen Haus, zeichnet von den 1950er Jahren bis zur Wiedervereinigung eine Epoche sexueller Diskriminierung und Demütigung. Dazu kommen manchmal bittere, absurde aber auch humorige Erinnerungen an westdeutsche Politik in den zahlreichen Interviews mit damaligen Politikerinnen, die sich mutig gegen Männermacht stellten, sich über die Parteigrenzen hinweg solidarisierten.“
Annika Ross meint in der Emma: „Vieles ist komisch und bitter zugleich – und erschreckend aktuell“.
Walli Müller schreibt auf NDR.de: „Die Leistung dieser Frauen ist beeindruckend, ihr Durchhaltevermögen imponierend. Ebenso wie die Verbundenheit, die über die Parteigrenzen hinweg spürbar ist. […] Das Land braucht sie wohl immer noch: die unbeugsamen Frauen in der Politik. Man sollte diesen großartigen Film über sie auf gar keinen Fall verpassen!“
Luitgard Koch schreibt in programmkino.de: „Die spannende und bewegende Chronik westdeutscher Politik von 1950 bis zur Wiedervereinigung ist ein Dokumentarfilm wie er hellsichtiger und aktueller nicht sein könnte. Obwohl die Geschichte der Frauen in der Bonner Republik ein historisches Zeitdokument ist, wirft dieser unbedingt sehenswerte Rückblick in Zeiten von MeToo um Machtmissbrauch und sexuelle Gewalt ein Schlaglicht auf das immer wieder zurückgedrängte Thema Emanzipation und Feminismus. Die stimmigen Interviews und historischen Aufnahmen zeigen wie sehr sich die Politikerinnen jedweder Coleur die Teilhabe an demokratischen Prozess im Bonner Parlament gegen ignorante Männer erkämpfen mussten. Grosses politisches Kino, das selbst den nächsten Backlash, der das Wort Feministin wieder zum Schimpfwort deklariert, übersteht. Denn Bilder und Fakten, die Regisseur Torsten Körner aufbereitete, um der männerzentrierten Geschichtsschreibung etwas entgegenzusetzen, sprechen für sich.“

### Auszeichnungen
Im Jahr 2021 erhielt Die Unbeugsamen den Gilde-Filmpreis als bester Dokumentarfilm.
Darüber hinaus kam das Werk in die engere Auswahl als deutscher Kandidat bei der Oscarverleihung 2022 in der Kategorie Bester internationaler Film eingereicht zu werden, hatte aber gegenüber dem Spielfilm Ich bin dein Mensch das Nachsehen.